# Audrey Munson
Audrey Marie Munson (Rochester, 8 de junho de 1891 - Ogdensburg, 20 de fevereiro de 1996) foi uma modelo e atriz de cinema americana, considerada a "primeira supermodelo da América". Em seu tempo, era conhecida como " Miss Manhattan ", a " Garota do Panamá-Pacífico ", a " Garota da Exposição " e " Vênus Americana ". Ela foi modelo ou inspiração para mais de doze estátuas na cidade de Nova York e muitas outras em outros lugares. Munson apareceu em quatro filmes mudos, incluindo uma aparição sem roupa em Inspiration (1915). Ela foi uma das primeiras atrizes americanas a aparecer nua em um filme não pornográfico.

## Carreira

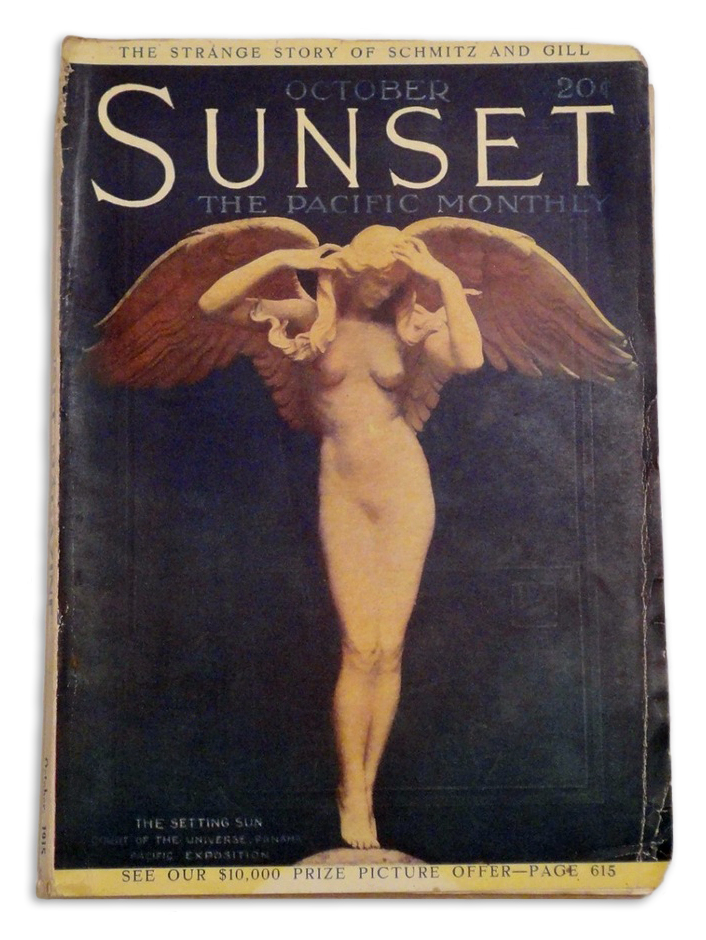
Descending Night, de Adolph Alexander Weinman, destaque na capa da revista Sunset (outubro de 1915)

### Modelo
Audrey Marie Munson nasceu em Rochester, Nova York, em 8 de junho de 1891, :12filha de Edgar Munson (1857-1945), condutor de bonde e especulador imobiliário descendente de puritanos ingleses, e Katherine "Kittie" Mahaney (1863-1958), filha de imigrantes irlandeses. Seu pai era de Mexico, Nova York, e mais tarde ela morou lá. Seus pais se divorciaram quando ela tinha oito anos, e Audrey e sua mãe se mudaram para Providence, Rhode Island .
Em 1909, as duas mudaram-se para Washington Heights, na cidade de Nova York, onde Audrey, de 17 anos, buscou uma carreira como atriz e corista. Seu primeiro papel na Broadway foi como "lacaio" em The Boy and The Girl no  Aerial Gardens do New Amsterdam Theatre, que decorreu de 31 de maio a 19 de junho de 1909. Ela também apareceu em The Girl and the Wizard, Girlies e La Belle Paree.
Enquanto olhava as vitrines na Quinta Avenida com sua mãe, foi flagrada pelo fotógrafo Felix Benedict Herzog, que a pediu para posar para ele em seu estúdio no Lincoln Arcade Building na Broadway com a 65th Street. Herzog a apresentou a seus amigos do mundo da arte. Ela posou para o muralista William de Leftwich Dodge, que lhe deu uma carta de apresentação para Isidore Konti . Konti foi seu primeiro escultor e o primeiro artista para quem modelou nua. A partir desse ponto, Munson posaria para alguns artistas visuais conhecidos, incluindo o pintor Francis Coates Jones, os ilustradores Harrison Fisher, Archie Gunn e Charles Dana Gibson, e os fotógrafos Herzog e Arnold Genthe, :29, 43mas ela era predominantemente um modelo de escultor.
O primeiro crédito reconhecido de Munson é a estatuária de mármore de Konti chamada Três Graças, revelada no novo Grand Ballroom no Hotel Astor em Times Square em setembro de 1909. Ela posou para todas as três Graças. Logo depois, e na década seguinte, Munson se tornou a modelo preferida para do primeiro escalão de escultores americanos, posando para uma longa lista de estátuas, monumentos e esculturas arquitetônicas alegóricas independentes em capitólios estaduais e outros edifícios públicos importantes. De acordo com o The Sun em 1913, "Mais de cem artistas concordam que se o nome de Miss Manhattan pertence a alguém em particular, é a esta jovem." Em 1915, ela estava tão bem estabelecida que se tornou a modelo preferida de Alexander Stirling Calder, quando se tornou Diretor de Escultura da Exposição Internacional Panamá-Pacífico realizada em San Francisco naquele ano. Sua figura foi "noventa vezes repetida contra o céu" em um único edifício, no topo das colunatas do Pátio do Universo, modelado aproximadamente na Praça de São Pedro no Vaticano. Na verdade, Munson posou para três quintos da escultura criada para o evento e ganhou fama como a "Garota Panamá-Pacífico".

### Atriz de cinema

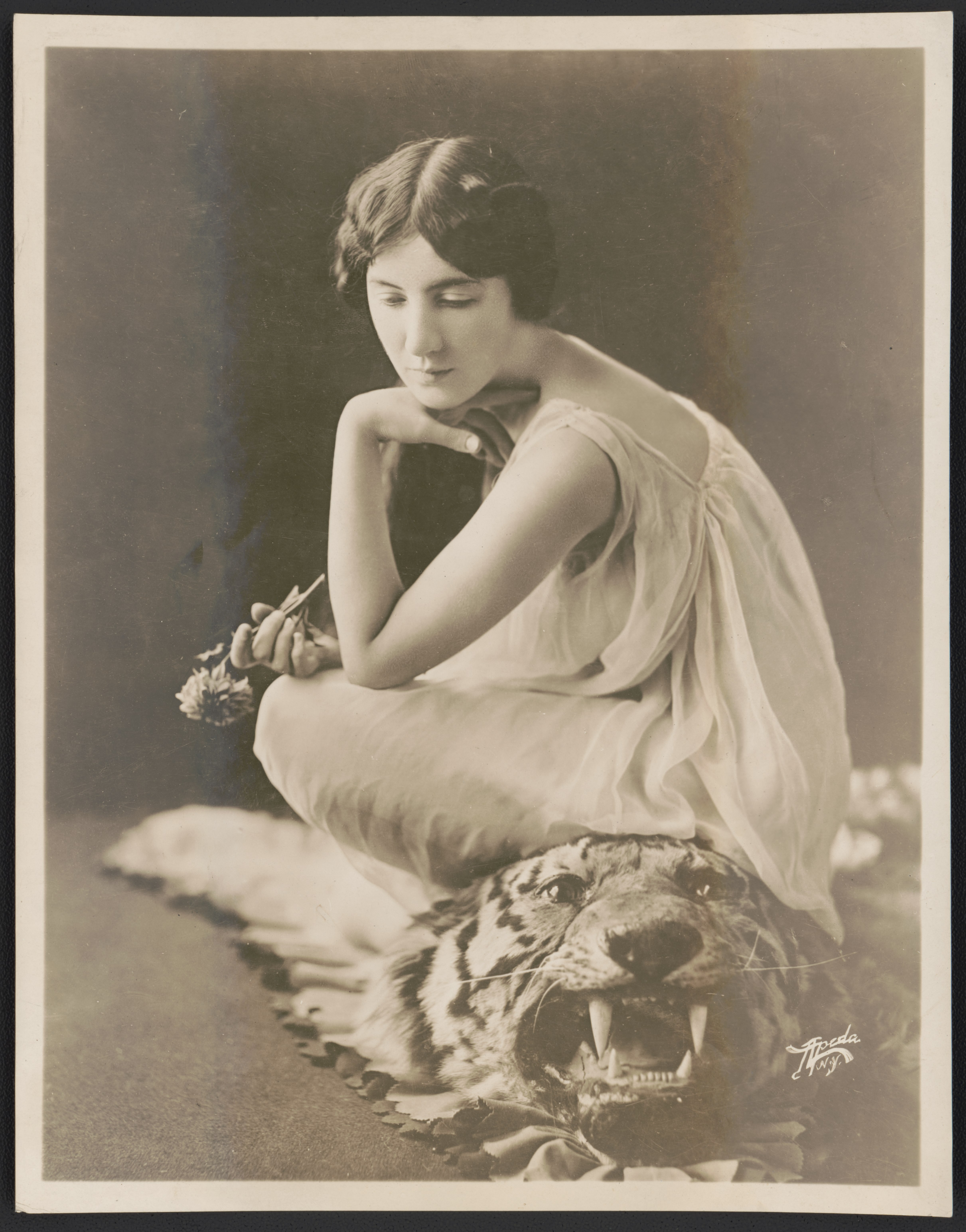
Audrey Munson em Purity, Liberty Theatre

A recém-descoberta celebridade de Munson ajudou a lançar sua carreira na nascente indústria cinematográfica e ela estrelou quatro filmes mudos. No primeiro, Inspiration (1915), feito pela Thanhouser Film Corporation em New Rochelle, Nova York e dirigido por George Foster Platt, ela apareceu totalmente nua no papel de modelo de um escultor. Os censores relutaram em banir o filme, temendo que também tivessem que banir a arte renascentista . Os filmes de Munson foram um sucesso de bilheteria, embora os críticos estivessem divididos. :81–82Thanhouser contratou uma sósia chamada Jane Thomas para fazer as cenas de atuação de Munson, enquanto Munson fez as cenas em que posava nua. Embora a aparição de Munson em Inspiration às vezes seja considerada a primeira ocasião em que uma atriz americana apareceu nua em um filme não pornográfico, de acordo com a historiadora de cinema Karen Ward Mahr, na verdade foi Margaret Edwards a pioneira em Hypocrites, lançado no início de 1915.
O segundo filme de Munson, Purity (1916), feito pela American Film Company em Santa Bárbara, Califórnia e dirigido por Rae Berger, é o único de seus filmes a sobreviver, tendo sido redescoberto em 1993 em uma coleção de "pornografia" na França e adquirido pelo arquivo do cinema nacional francês. Seu terceiro filme, The Girl o' Dreams, também feito pela American em Santa Bárbara e provavelmente dirigido por Tom Ricketts a partir de uma história de William Pigott (o catálogo do American Film Institute lista Pigott como diretor, mas todos os seus outros créditos o listam como roteirista), foi concluído no outono de 1916, mas embora o filme seja mencionado nas listas de créditos de vários de seus atores no Motion Picture Studio Directory de 21 de outubro de 1916, ele não foi lançado naquela época e nem tinha direitos autorais até 31 de dezembro de 1918; não há menção subsequente ao filme e pode nunca ter sido lançado.
Munson voltou à Costa Leste de trem via Syracuse em dezembro de 1916, tendo se envolvido com a alta sociedade em Nova York e Newport, Rhode Island. Há relatos de que sua mãe insistiu para que ela se casasse com o filho de um herdeiro da prata "Comstock Lode", Hermann Oelrichs Jr., então o solteiro mais rico da América. Não há registro desse fato. Em 27 de janeiro de 1919, ela escreveu uma carta desconexa ao Departamento de Estado dos Estados Unidos denunciando Oelrichs como parte de uma rede pró-alemã que a havia afastado do ramo do cinema. Ela disse que planejava abandonar os Estados Unidos para reiniciar sua carreira no cinema na Inglaterra.

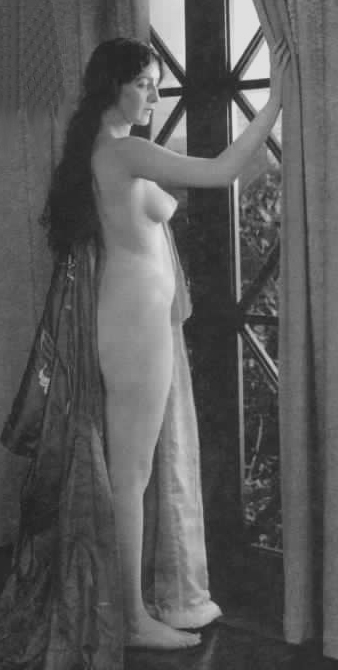
Em Heedless Moths (1921)

### Notoriedade
Em 1919, Audrey Munson estava morando com sua mãe em uma pensão na 164 West 65th Street, Manhattan, de propriedade do Dr. Walter Wilkins. Wilkins se apaixonou por Munson e, em 27 de fevereiro, assassinou sua esposa, Julia, para que ele pudesse estar disponível para o casamento. Munson e sua mãe deixaram Nova York e a polícia as procurou para interrogatório. Depois de uma busca nacional, elas foram localizadas. Elas se recusaram a voltar para Nova York, mas foram questionadas por agentes da Burns Detective Agency em Toronto, Ontário, Canadá. O conteúdo das declarações que eles forneceram nunca foi revelado, mas Audrey Munson negou veementemente que tivesse qualquer relacionamento romântico com o Dr. Wilkins. Wilkins foi julgado, considerado culpado e condenado à cadeira elétrica . Ele se enforcou em sua cela antes que a sentença pudesse ser executada.
Como consequência direta ou não, o assassinato de Wilkins marcou o fim da carreira de modelo de Munson. Ela continuou a buscar cobertura jornalística regular. Em 1920 foi relatado que Munson, incapaz de encontrar trabalho em qualquer lugar, estaria morando em Syracuse, Nova York, sustentada por sua mãe, que vendia utensílios de cozinha de porta em porta. Em novembro de 1920, dizia-se que ela trabalhava como bilheteira em um museu barato.

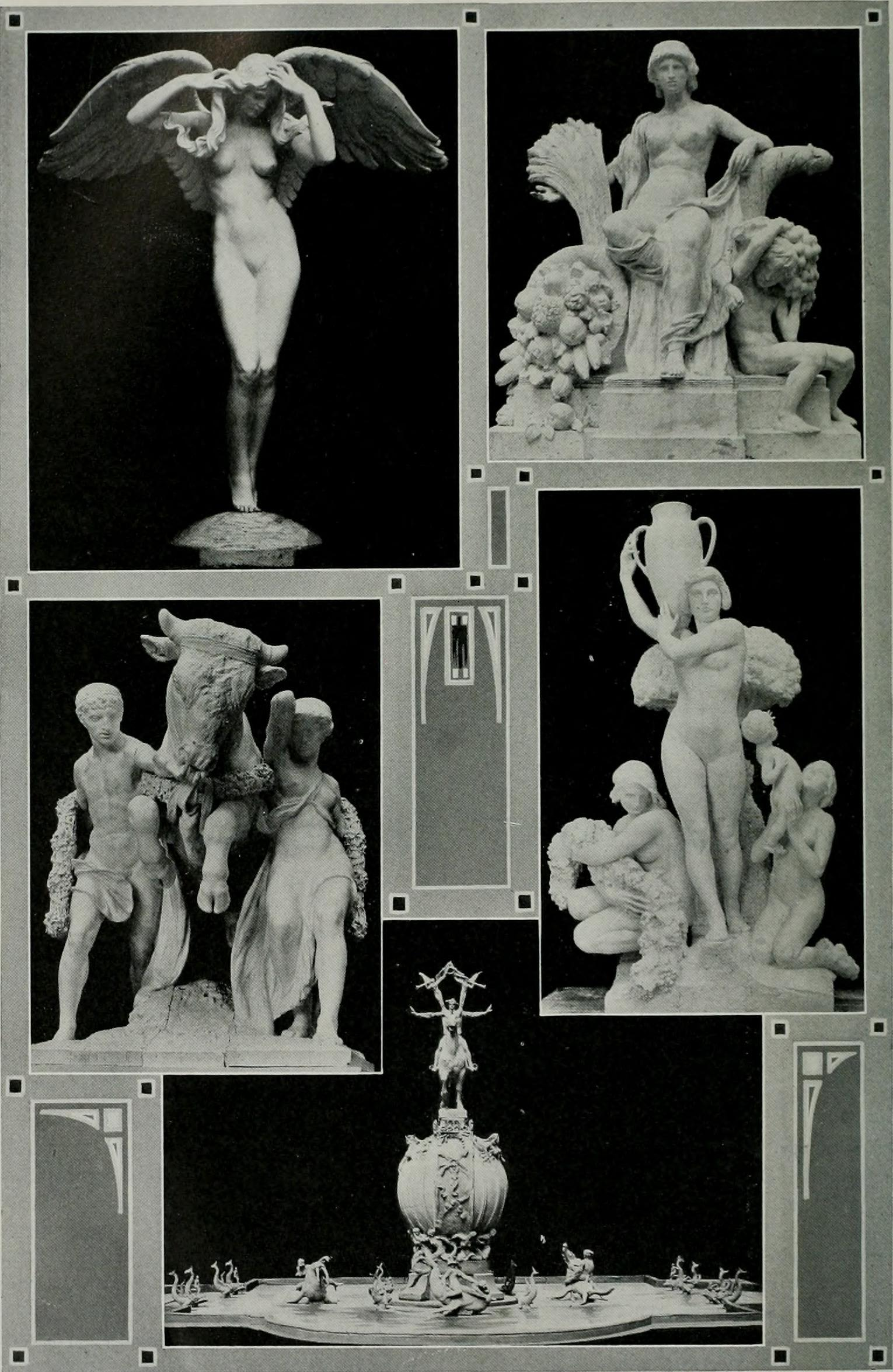
Munson posou para todas as esculturas da Exposição Internacional Panamá-Pacífico acima

De janeiro a maio de 1921, uma série de vinte artigos serializados foi publicada na Hearst's Sunday Magazine em dezenas de suplementos de jornais de domingo, sob o nome de Munson, toda a série intitulada By the 'Queen of the Artists' Studios'. Os vinte artigos relatam anedotas de sua carreira, com alertas sobre o destino de outras modelos. Em uma delas, ela pedia ao leitor que imaginasse seu futuro: 

Qual é o destino das modelos dos artistas? Gostaria de saber se muitos de meus leitores não se depararam com uma obra-prima de escultura adorável ou uma pintura notável de uma jovem, seu próprio despojamento de vestes a acentuar em vez de diminuir sua modéstia e pureza, e se fizeram a pergunta: "Onde está ela agora, esta modelo que era tão bonita?Original (em inglês): What becomes of the artists' models? I am wondering if many of my readers have not stood before a masterpiece of lovely sculpture or a remarkable painting of a young girl, her very abandonment of draperies accentuating rather than diminishing her modesty and purity, and asked themselves the question, "Where is she now, this model who was so beautiful?" (em inglês)
Em fevereiro daquele ano, o agente-produtor Allen Rock fez anúncios mostrando um cheque de $ 27.500 que ele disse ter pago a Munson para estrelar um quarto filme intitulado Heedless Moths, dirigido por Robert Z. Leonard a partir de seu próprio roteiro baseado nesses escritos. Mais tarde, ela disse que o cheque de $ 27.500 era apenas um "golpe publicitário" e entrou com uma ação contra Allen Rock. Esses procedimentos revelaram que os vinte artigos foram escritos pelo jornalista Henry Leyford Gates.
No verão de 1921, Munson conduziu uma busca nacional, realizada pela United Press, pelo homem perfeito para se casar. Ela encerrou a busca em agosto alegando que não queria se casar de qualquer maneira. Em 3 de outubro de 1921 ela foi presa no Royal <i id="mwzw">Theatre</i> (mais tarde Towne Theatre ) em St.Louis numa acusação moral relacionada à sua atuação pessoal no filme Innocence (o título de relançamento de Purity), no qual ela teve um papel de liderança . Ela e seu empresário, o produtor de cinema independente Ben Judell, foram ambos absolvidos. Semanas depois, ela ainda aparecia em St. Louis, junto com as exibições de Innocence, encenando "uma série de novas poses de pinturas famosas".
Em 27 de maio de 1922, Munson tentou  suicídio engolindo uma solução de bicloreto de mercúrio.

### Anos seguintes e morte
Em 8 de junho de 1931, sua mãe pediu a um juiz que a internasse em um asilo psiquiátrico. O juiz do condado de Oswego ordenou que Munson fosse internada em uma clínica psiquiátrica para tratamento em seu aniversário de 40 anos. Ela permaneceu no St. Lawrence State Hospital for the Insane em Ogdensburg, onde foi tratada de depressão e esquizofrenia, por 65 anos, até sua morte aos 104 anos. Durante sua permanência na instituição, muitas vezes ela cuidava de sua beleza com leite, iogurte e urina.
Em meados da década de 1950, Munson era famosa o suficiente para servir de tema de uma anedota em um livro de memórias que PG Wodehouse e Guy Bolton escreveram sobre seus anos na Broadway, Bring on the Girls! (1953), embora esse livro de memórias seja considerado mais ficção do que fato pelo biógrafo de Wodehouse. 
Ela não recebeu visitas no asilo por mais de 25 anos depois da morte4 de sua mãe em 1958, mas foi redescoberta lá por uma meia-sobrinha, Darlene Bradley, em 1984, quando Munson tinha 93 anos Em meados da década de 1980, Munson, em meados dos anos 90, foi transferida para uma casa de repouso em Massena, Nova York, quando o hospital original fechou, no entanto, ela costumava fugir para um bar próximo, com funcionários da casa de repouso tendo que buscá-la. Como resultado, ela foi transferida de volta para a nova instituição mental. Quando completou 100 anos, tinha perdido todos os dentes e boa parte da audição, mas gozava de boa saúde. Pouco depois de seu 100º aniversário, Munson quebrou o quadril. Munson morreu em 20 de fevereiro de 1996, aos 104 anos. Foi enterrada no cemitério de New Haven em New Haven, Nova York, e recebeu uma lápide em seu túmulo em 8 de junho de 2016, 20 anos após sua morte e no que seria seu 125º aniversário.